# Gnadauer Straße 5

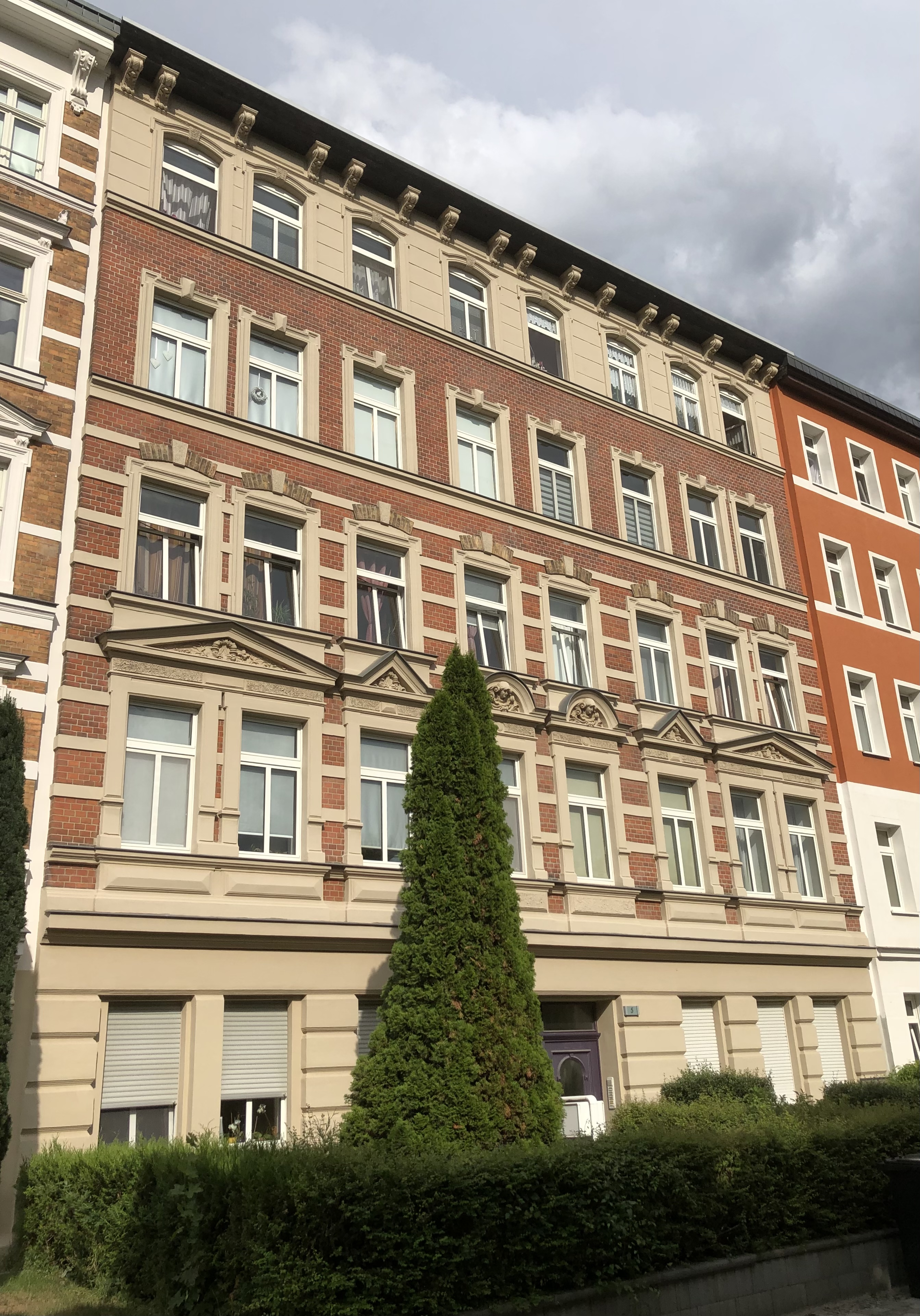
Wohnhaus Gnadauer Straße 5 im Jahr 2021

Das Gebäude Gnadauer Straße 5 ist ein denkmalgeschütztes Wohnhaus in Magdeburg in Sachsen-Anhalt.

## Lage
Das Haus befindet sich auf der Ostseite der Gnadauer Straße im Magdeburger Stadtteil Buckau. Nordwestlich grenzt das gleichfalls denkmalgeschützte Gebäude Gnadauer Straße 4 an. Westlich erstrecken sich Eisenbahnanlagen, so dass die Häuserzeile weit sichtbar und prägend für das Ortsbild ist.

## Architektur und Geschichte
Der fünfgeschossige Bau wurde im Jahr 1890 vom Zimmermeister A. Wischeropp geplant. 1891 wurde das Objekt an den Bauunternehmer Christian Brückner veräußert, der das Ziegelgebäude fertigstellte. Die achtachsige Fassade ist repräsentativ im Stil des Neobarocks gestaltet. An der Erdgeschossfassade befindet sich eine Rustizierung. Oberhalb der Fensteröffnungen in der Beletage im ersten Obergeschosses befinden sich Fensterverdachungen in Form von Rundbögen, in den beiden mittleren Achsen und Dreiecksgiebeln in den übrigen Achsen, wobei die beiden äußeren Achsen jeweils zusammengefasst sind.
Dem Gebäude ist ein schmaler Vorgarten vorgelagert.
Im örtlichen Denkmalverzeichnis ist das Wohnhaus unter der Erfassungsnummer 094 82604 als Baudenkmal verzeichnet.
Das Gebäude gilt als Teil der erhaltenen gründerzeitlichen Straßenzeile als städtebaulich bedeutsam und ist sozialgeschichtlich wichtig als Beispiel des bauzeitlichen Mietwohnungsbaus im Industrieort Buckau.